# Studio Deen
Studio Deen Co., Ltd. (яп. 株式会社スタジオディーン Кабусики гайся Сутадзио Ди:н) — японская анимационная студия, основанная в 1975 году как отделение компании Sunrise.
Studio Deen представляет собой типичную японскую анимационную студию, работающую в основном над заказами крупных компаний и не имеющую собственного творческого стиля. В то же время разнообразие и качество её работ несравненны. Особенно известна аниме-сериалами на основе различной манги.

## История
Студия была основана 14 марта 1975 года в качестве подразделения Nihon Sunrise. Её название происходит из аниме Brave Raideen, над которым работали в Nihon Sunrise аниматоры, основавшие студию.
Изначально на ней планировали выполнять только вспомогательные работы, но в 1982 году студия занялась самостоятельными проектами. Studio Deen сохраняет крепкие узы с Sunrise, но в то же время выполняет работы и для других студий.

## Аниме
1980-е
- Urusei Yatsura (ТВ, вторая половина сериала, по заказу Kitty Films, первую половину сняла Studio Pierrot, 1984—1986)
- Angel's Egg (фильм, 1985)
- Maison Ikkoku (ТВ, по заказу Kitty Films, 1986—1988)
- The Samurai (OVA, 1987)
- Twilight Q (OVA, 1987)
- Patlabor (OVA, 1988—1989)
- «Ранма ½» (производство анимации для всего сериала, по заказу Kitty Films, 1989—1992)

1990-е
- Domain of Murder (OVA, 1992)
- DNA² (ТВ и OVA, 1994—1995)
- You’re Under Arrest (полностью, 1994—2008)
- Zenki (ТВ, 1995)
- Shounen Santa no Bouken (ТВ, 1996)
- Violinist of Hameln (ТВ, 1996—1997)
- Eat-Man (ТВ, 1997)
- Ehrgeiz (ТВ, 1997)
- Haunted Junction (ТВ, 1997)
- Rurouni Kenshin (ТВ и OVA, 1997—1998)
- Eat-Man `98 (ТВ, 1998)
- Momoiro Sisters (ТВ, 1998)
- Shadow Skill — Eigi (ТВ, 1998)
- Urayasu Tekkin Kazoku (ТВ, 1998)
- Knight Hunters (ТВ, 1998—2003)
- Eden's Bowy (ТВ, 1999)
- Itsumo Kokoro ni Taiyō o! (ТВ, 1999)
- Let's Dance With Papa (ТВ, 1999)
- Hoshin Engi (ТВ, 1999)

2000-е
- Mon Colle Knights (ТВ, 2000)
- «Gravitation: Парни со сцены» (ТВ, 2000—2001)
- «Корзинка фруктов» (ТВ, совместное производство, 2001)
- Initial D Third Stage (фильм, 2001)
- Kokoro Library (ТВ) и его спецвыпуски Kokoro Library — Communication Clips (2001)
- «Прочти или умри» (OVA, 2001)
- Star Ocean EX (ТВ, 2001)
- Rave Master (ТВ, 2001—2002)
- «Бейблэйд» (фильм, 2002)
- Samurai Deeper Kyo (ТВ, 2002)
- Bomberman Jetters (ТВ, 2002—2003)
- Full Moon o Sagashite (ТВ) и его спецвыпуски Cute Cute Adventure (2002—2003)
- Getbackers (ТВ, 2002—2003)
- Matantei Loki Ragnarok (ТВ, 2003)
- Mouse (ТВ, 2003)
- Yami to Boushi to Hon no Tabibito (ТВ, 2003)
- King of Bandit Jing (TV) и King of Bandit Jing in Seventh Heaven (OVA, 2003—2004)
- Kita e: Diamond Dust Drops (ТВ, 2004)
- Maria-sama ga Miteru (ТВ, 2004)
- Maria-sama ga Miteru ~Haru~ (ТВ, 2004)
- Yumeria (ТВ, 2004)
- Get Ride! Amdriver (ТВ, 2004—2005)
- Tactics (ТВ, 2004—2005)
- Zipang (ТВ, 2004—2005)
- Kyo Kara Maoh! (ТВ, 2004—2009)
- Amaenaideyo! (ТВ, 2005—2006)
- Ginga Densetsu Weed (ТВ, 2005—2006)
- Jigoku Shōjo (ТВ, 2005—2006)
- Law of Ueki (ТВ, 2005—2006)
- Binchō-tan (ТВ, 2006)
- Fate/stay night (ТВ, 2006)
- Higurashi no Naku Koro ni (ТВ, 2006)
- Princess Princess (ТВ, 2006)
- Simoun (ТВ, 2006)
- Jigoku Shōjo Futakomori (ТВ, 2006—2007)
- Maria-sama ni wa naisho (спецвыпуски, 2006—2007)
- Shonen Onmyouji (ТВ, 2006—2007)
- Higurashi no Naku Koro ni Kai (ТВ, 2007)
- Shining Tears X Wind (ТВ, 2007)
- Code-E (ТВ, 2007—2008)
- Shion no Ō (ТВ, 2007—2008)
- Fantastic Detective Labyrinth (ТВ, 2007—2008)
- Amatsuki (ТВ, 2008)
- Hatenkou Yugi (ТВ, 2008)
- Junjō Romantica (ТВ, 2008)
- «Рыцарь-Вампир» (ТВ, 2008)
- Jigoku Shōjo Mitsuganae (ТВ, 2008—2009)
- 07 Ghost (ТВ, 2009)
- Higurashi no Naku Koro ni Rei (OVA, 2009)
- Seitokai no Ichizon (ТВ, 2009)
- Umineko no Naku Koro ni (ТВ, 2009)
- Hetalia: Axis Powers (ONA, 2009—2010)

2010-е
- Fate/stay night: Unlimited Blade Works (фильм, 2010)
- Giant Killing (ТВ, 2010)
- Hakuouki: Shinsengumi Kitan (ТВ, 2010)
- Hetalia: World Series (ONA, 2010—2011)
- Starry Sky (ТВ, 2010)
- Nurarihyon no Mago (ТВ, 2010)
- Dragon Crisis! (ТВ, 2011)
- Kore wa Zombie Desu ka? (ТВ, 2011)
- Sekai-ichi Hatsukoi (ТВ, 2011)
- Higurashi no Naku Koro ni Kira (OVA) (2011)
- Hiiro no Kakera (ТВ, 2012)
- Sankarea (ТВ, 2012)
- Kore wa Zombie Desu ka? of the Dead (ТВ, 2012)
- Hakkenden: Eight Dogs of the East (ТВ, 2013)
- Meganebu! (ТВ, 2013)
- Hetalia: The Beautiful World (ONA, 2013)
- Rozen Maiden: Zurückspulen (ТВ, 2013)
- Gifuu Doudou!!: Kanetsugu to Keiji (ТВ, 2013)
- Pupa (ТВ, 2014)
- Sakura Trick (ТВ, 2014)
- Bakumatsu Rock (ТВ, 2014)
- Log Horizon (ТВ-2, 2014)
- Hybrid Child (OVA, 2014)
- Gekijōban Meiji Tokyo Renka: Yumihari no Serenade (фильм, 2015)
- Jewelpet: Magical Change (ТВ, 2015)
- Hetalia: The World Twinkle (ONA, 2015)
- Shōwa Genroku Rakugo Shinjū (ТВ, 2016)
- «Да благословят боги этот прекрасный мир!» (ТВ, 2016)
- Reikenzan: Hoshikuzu-tachi no Utage (ТВ, 2016)
- Super Lovers (ТВ, 2016)
- «Я — Сакамото, а что?» (ТВ, 2016)
- Tonkatsu DJ Agetarō (ТВ, 2016)
- First Love Monster (ТВ, 2016)
- Why We Live: The Priest Rennyo and the Yoshizaki Fire (фильм, 2016)
- Ao Oni: The Blue Monster (ТВ, 2016—2017)
- Да благословят боги этот прекрасный мир! 2 (ТВ, 2017)
- Reikenzan: Eichi e no Shikaku (ТВ, 2017)
- Shōwa Genroku Rakugo Shinjū: Sukeroku Anew Arc (ТВ, 2017)
- Super Lovers 2 (ТВ, 2017)
- Ao Oni: The Animation (фильм, 2017)
- Kabukibu! (ТВ, 2017)
- Jigoku Shoujo: Yoi no Togi (ТВ, 2017)
- The Reflection (ТВ, 2017)
- Hozuki’s Coolheadedness 2 (ТВ, 2017)
- Junji Ito Collection (ТВ, 2018)
- Gurazeni (ТВ, 2018)
- Ongaku Shōjo (ТВ, 2018)
- Oshiete Mahou no Pendulum ~Rilu Rilu Fairilu~ (ТВ, 2018—2019)
- Agū: Tensai Ningyō (ТВ, 2018)
- Muhyo & Roji's Bureau of Supernatural Investigation (ТВ, 2018—2020)
- Xuan Yuan Sword Luminary (ТВ, 2018)
- Renai Bakumatsu Kareshi* (ТВ, 2018–2019, совместно с FuRyu Corporation и MAGES)
- Kochoki: Wakaki Nobunaga (ТВ, 2019)
- Outburst Dreamer Boys (ТВ, 2019)
- The Seven Deadly Sins: Wrath of the Gods (ТВ, 2019–2020)

2020-е
- Majutsushi Orphen (TV, 2020)
- Log Horizon: Destruction of the Round Table (ТВ, 2021)
- The Seven Deadly Sins: Dragon's Judgement (ТВ, 2021)
- Majutsushi Orphen: Battle of Kimluck (ТВ, 2021)
- Sasaki and Miyano (ТВ, 2022)
- Majutsushi Orphen: Chaos in Urbanrama (ТВ, 2023)

### Совместное производство
- «Нео Йокио» (ТВ, 2017, совместно с Production I.G и MOI Animation)

### Прочее
- Golden Brave Goldran (ТВ)
- Soul Hunter (ТВ)
- Weiß Kreuz (OVA)
- Aoki Lapis и Merli — голосовые банки (вокалоиды) для программного обеспечения Vocaloid.